# Trichipteris crassa
Trichipteris crassa là một loài thực vật có mạch trong họ Cyatheaceae. Loài này được (KARSTEN) R.M. Tryon miêu tả khoa học đầu tiên năm 1970.